# Mino Pecorelli
Mino Pecorelli, all'anagrafe Carmine Pecorelli (Sessano del Molise, 14 giugno 1928 – Roma, 20 marzo 1979), è stato un giornalista, avvocato e scrittore italiano che nell'ambito del giornalismo si occupò d'indagine politica e sociale, e fu fondatore dell'agenzia di stampa «Osservatore Politico» («OP») da cui nacque nel 1978 l'omonima rivista. Venne assassinato a Roma il 20 marzo 1979.

## Biografia

### Le origini e la formazione
Nacque a Sessano del Molise. Nel 1944, appena sedicenne, in piena seconda guerra mondiale si arruolò nel Corpo polacco in quel periodo attivo nella sua zona, per rintracciare la madre, separata dai figli dallo sbarco di Anzio. Combatté in prima linea nella battaglia di Montecassino, e poi a Pesaro, Urbino ed Ancona. Venne decorato direttamente dal generale Władysław Anders con l'onorificenza polacca della Croce al merito con le spade di bronzo, per aver partecipato alla cattura di un gruppo di soldati tedeschi a Montecassino.
Dopo la fine del conflitto si diplomò a Roma; successivamente si trasferì a Palermo, dove si laureò in giurisprudenza all'Università di Palermo. Tra la fine degli anni cinquanta e i primi anni sessanta lavorò nella capitale come avvocato specializzato in diritto fallimentare e divenne assistente di Egidio Carenini, vice segretario amministrativo della Democrazia Cristiana che risulterà poi essere iscritto alla loggia P2 e che lo accompagnerà fino al momento della morte. Successivamente fu nominato capo ufficio stampa del ministro Fiorentino Sullo (sempre della DC), iniziando così ad entrare nell'ambiente del giornalismo.

### La carriera giornalistica e le inchieste
Nella primavera del 1967, all'età di 39 anni, Pecorelli decise di dedicarsi al giornalismo a tempo pieno. Lavorò al periodico Nuovo Mondo d'Oggi (prima mensile poi settimanale di “politica, attualità e cronaca”), una rivista caratterizzata dalla ricerca e pubblicazione di scoop negli ambienti politici. Pecorelli divenne socio dell'editore Leone Cancrini. L'esperienza del settimanale fu, per lui, un trampolino di lancio. Strinse molte amicizie: alcune durarono poco, altre segnarono un passo importante nel suo curriculum. Sul numero del 19 novembre 1967 Pecorelli, che era in rapporti con i servizi segreti italiani, rivelò l'esistenza di un progetto per uccidere Aldo Moro nell'estate del 1964 in caso di attuazione del Piano Solo. 
Nel 1964 il leader DC era a capo del suo primo governo, un esecutivo di coalizione con PSI, PSDI e PLI. Nell'articolo, intitolato Dovevo uccidere Moro, Pecorelli racconta che in quell'anno il tenente colonnello Roberto Podestà sarebbe stato prescelto, dopo un colloquio con un ex ministro della Difesa che agiva d'accordo con altre personalità politiche, per comandare un reparto di ranger che avrebbe dovuto mettere fuori combattimento la guardia del corpo di Moro; che il presidente del Consiglio sarebbe stato fatto prigioniero e trasferito in una località segreta; che il piano prevedeva la sua eliminazione e una manovra per far sì che la colpa ricadesse sulla sinistra. L'ultimo scoop, però, non fu mai pubblicato, perché intervenne l'Ufficio affari riservati del Ministero dell'Interno che trovò un accordo per far chiudere la rivista il 2 ottobre 1968.
Pecorelli decise così di proseguire da solo l'attività e fondò una propria agenzia di stampa: il 22 ottobre 1968 registrò presso il Tribunale di Roma la testata Osservatore Politico, con sede in via Tacito 90. OP (come fu subito chiamata) trattava di politica, in particolare di scandali e retroscena, e comunque di chi - in qualche modo - avesse qualche potere in Italia. Diffusa solo su abbonamento (come tutte le agenzie), forniva ai giornali notizie in anteprima raccolte dallo stesso Pecorelli grazie alle sue numerosissime aderenze in molti ambienti dello Stato; i lanci erano accompagnati da analisi firmate dal giornalista. La testata (il cui nome coincideva anche con le lettere iniziali di "ordine pubblico"), divenne presto molto nota ed ebbe anche una certa centralità in ambiti politici, militari e dei servizi segreti, costituendo una sorta di elitaria fonte di informazione specializzata. OP era letta dalle alte sfere militari, dai politici, dagli uomini dei servizi, dai boss della criminalità che avevano messo le mani su Roma, e non solo.
A dimostrazione del fatto che Pecorelli fosse un giornalista ben documentato e che pubblicava tutto, intervenne sui casi più disparati: abuso edilizio; frode fiscale, i comportamenti pubblici e privati dei politici, compresi quelli della famiglia di Giovanni Leone (presidente della Repubblica dal 1971 al 1978) e di sua moglie, Vittoria Michitto. Altri scandali degni di nota regolarmente pubblicati su OP furono quello dell'Italpetroli, il Lockheed, il caso Sindona, il dossier "Mi.Fo.Biali" (che coinvolgeva l'ex direttore del SISDE Vito Miceli, Mario Foligni del Nuovo partito popolare e la Libia), oltre allo scoop riguardante la presenza di una loggia massonica in Vaticano pubblicato all'indomani dell'elezione di Albino Luciani al soglio pontificio.
Nel marzo del 1978 Pecorelli decise di trasformare l'agenzia in un periodico regolarmente in vendita nelle edicole. Non disponendo del denaro necessario per una simile avventura editoriale, chiese più volte a personaggi di spicco finanziamenti sotto forma di acquisto di spazi pubblicitari. L'operazione editoriale stupì per il tempismo tra il primo numero del settimanale OP e la strage di via Fani a Roma, con cui iniziò il periodo dei 55 giorni del sequestro di Aldo Moro.
Il periodico si occupò a più riprese del caso Moro arrivando a fare rivelazioni come ad esempio sulla falsità del Comunicato n. 7 delle Brigate Rosse, redatto da Antonio Chichiarelli, sull'inizio delle trattative da parte del Vaticano, e sulla lettera di Moro alla moglie riguardo all'impegno di Cossiga e Zaccagnini, nonché sul fatto che Cossiga avesse saputo da Carlo Alberto dalla Chiesa dov'era tenuto il politico e che lo si volesse morto. Pecorelli si occupò di Moro fin dalle prime minacce americane per la sua politica di apertura verso il Partito Comunista, al tempo in cui era Ministro degli Esteri. Il 1º ottobre 1978, a quasi cinque mesi dall'uccisione dello statista, i reparti speciali dell'antiterrorismo guidati dal generale Dalla Chiesa effettuarono un'irruzione nella base brigatista di via Montenevoso a Milano e il materiale trovato venne subito pubblicato dai giornali. OP alluse però alla falsità del memoriale, documento censurato preventivamente con riferimenti al premier Giulio Andreotti che sarebbero stati occultati. Dodici anni più tardi nella stessa base verrà trovata una seconda copia del memoriale di Moro con riferimenti inediti a finanziamenti della CIA alla DC, alla struttura paramilitare Gladio e appunto ad Andreotti, con l'attacco che Moro gli rivolse per il suo ruolo nella vicenda Arcaini-Caltagirone-Italcasse.
Andreotti in quel periodo fu un bersaglio privilegiato di Pecorelli ed in particolare l'ambiente (fatto di politici, industriali e faccendieri) che alimentava la sua corrente: esemplare l'episodio di una cena in cui il braccio destro di Andreotti, Franco Evangelisti, cercò di convincere Pecorelli, con un assegno di 30 milioni di lire, prestati dai fratelli Caltagirone, a non pubblicare un reportage sugli assegni milionari che Andreotti avrebbe girato all'imprenditore Nino Rovelli o a Guido Giannettini del SID.

Pecorelli continuerà ad occuparsi delle malefatte di Andreotti, tanto che la sera in cui venne ucciso aveva già pronto un numero di OP con in copertina la sua foto con il titolo Tutti gli assegni del presidente ma dell'articolo non sono mai stati rinvenuti né il dattiloscritto né la bozza di stampa.
Inoltre alla fine del mese di settembre 1978, come raccontato da sua sorella Rosita, Pecorelli consegnò un dossier con nomi di diversi prelati "infedeli" a Papa Luciani poche ore prima della sua misteriosa morte. Secondo Rosita Pecorelli, il Papa aveva intenzione di prendere provvedimenti nei confronti dei nominativi forniti. La lista era stata pubblicata su OP del 12 settembre 1978.
Nel 1981 il nome di Pecorelli comparve (tessera n. 1750) tra i membri della loggia massonica deviata Propaganda 2 di Licio Gelli, che venne sciolta per iniziativa parlamentare l'anno seguente.

### L'agguato e l'omicidio

L'omicidio di Mino Pecorelli

La sera del 20 marzo 1979, a poche ore dall’uscita di un altro numero di OP, il giornalista fu assassinato da un sicario che gli esplose quattro colpi di pistola - uno in faccia e tre alla schiena - in via Orazio a Roma, nelle vicinanze della redazione del periodico che si trovava in via Tacito sulla sua Citroën CX Pallas. I proiettili, calibro 7,65, trovati nel suo corpo sono molto particolari, della marca Gevelot, assai rari sul mercato (anche su quello clandestino), ma dello stesso tipo di quelli che sarebbero poi stati trovati nell'arsenale della Banda della Magliana, rinvenuto nei sotterranei del Ministero della Sanità nel 1981. La morte del giornalista segnò anche la fine di OP: l'agenzia prima e la rivista poi erano alimentate esclusivamente dalle notizie che Pecorelli raccoglieva in prima persona dalle sue fonti, allocate nel mondo politico, nella loggia P2 (cui risultò affiliato egli stesso) ed all'interno dell'Arma dei Carabinieri e dei servizi segreti italiani.

## L'indagine e il processo sul delitto
L'indagine - aperta all'indomani del delitto - seguì diverse direzioni, coinvolgendo nomi come Massimo Carminati (esponente dei Nuclei Armati Rivoluzionari e della Banda della Magliana), Antonio Viezzer e i fratelli Fioravanti. Fiorirono diverse ipotesi sul mandante e sul movente: da Licio Gelli (risultato poi estraneo ai fatti) a Cosa nostra, fino ad arrivare ai petrolieri. Franca Mangiavacca, segretaria e compagna del giornalista, confidò spaventata al portiere dello stabile di via Tacito di essere stata seguita il 6 marzo, mentre con Pecorelli raggiungeva la redazione, da uno sconosciuto che avrebbe identificato in seguito come il falsario Antonio Chichiarelli, membro della Banda della Magliana vicino a Danilo Abbruciati e responsabile del falso comunicato n. 7 delle Brigate Rosse in cui si annunciava la morte di Aldo Moro e la sua sepoltura presso il lago della Duchessa. Rosita Pecorelli, la sorella di Mino, raccontò che il giorno in cui fu ucciso si doveva incontrare, infatti, con una persona di nome Antonio. Chichiarelli (che potrebbe essere stato un informatore del giornalista e non complice dei suoi killer come si è voluto far intendere) spiegò alla moglie di conoscere il vero motivo della morte del giornalista e cioè che aveva appurato dei fatti sul sequestro Moro. Poco dopo il delitto, il falsario abbandonò in un taxi un borsello con indizi che riportavano al sequestro Moro e con alcune schede dattiloscritte riguardanti il delitto Pecorelli, ma non fu mai interrogato. Verrà ucciso nel 1984 anch'egli in circostanze mai chiarite.
A proposito Maurizio Abbatino, un altro dei capi della Banda che poi si sarebbe pentito, racconterà nel 2018 che:
Vittorio Carnovale invece racconterà di aver saputo da Edoardo Toscano che ad aver organizzato l'omicidio sarebbero stati Enrico De Pedis e Abbruciati con esecutori materiali Carminati e Michelangelo La Barbera il quale avrebbe poi riconsegnato l'arma a De Pedis. Invece Fabiola Moretti, prima di "pentirsi di essersi pentita", dichiarerà di aver saputo dal suo compagno Abbruciati che la pistola gli veniva riconsegnata da La Barbera e che la avrebbe riportata al deposito. Il processo vedrà coinvolti Giulio Andreotti, Gaetano Badalamenti, Claudio Vitalone, Pippo Calò, Michelangelo La Barbera e Massimo Carminati e si concluderà con l'assoluzione di tutti gli imputati "per non aver commesso il fatto".
Il pentito Walter Sordi si disse certo "della partecipazione di Giusva Fioravanti all'omicidio e su mandato di Licio Gelli". Tesi affermata anche da Cristiano Fioravanti, fratello di Giusva: "Alibrandi mi disse che anche Valerio si era prestato a fare favori a quelli della Magliana uccidendo per conto della banda, insieme a Massimo Carminati, il giornalista Pecorelli". Come conseguenza di queste dichiarazioni, nel novembre del 1991 Licio Gelli e Antonio Viezzer (tenente colonnello del Sismi) furono accusati di essere i mandanti dell'omicidio e i due fratelli Fioravanti e Carminati di esserne gli esecutori ma tutti furono prosciolti.
Il 6 aprile 1993 il pentito Tommaso Buscetta, interrogato dai magistrati di Palermo, parlò per la prima volta dei rapporti tra politica e mafia e raccontò, tra le altre cose, di aver saputo dai boss Gaetano Badalamenti e Stefano Bontate che l'omicidio Pecorelli sarebbe stato compiuto nell'interesse di Giulio Andreotti, il quale sarebbe stato il mandante insieme a Badalamenti e Pippo Calò. La magistratura aprì un fascicolo sul caso. In questo faldone vennero aggiunti, man mano che le indagini proseguivano e per effetto delle deposizioni di alcuni pentiti della Banda della Magliana, il senatore Andreotti, l'allora pm Vitalone, Badalamenti, Calò in qualità di mandanti, e inoltre Michelangelo La Barbera e Carminati in qualità di esecutori materiali.
Alle dichiarazioni di Buscetta si unirono quelle dei pentiti della Magliana Antonio Mancini, Vittorio Carnovale, Fabiola Moretti - che poi ritratterà - e Maurizio Abbatino. Mancini disse di aver saputo da De Pedis che il giornalista era stato ucciso da Carminati e La Barbera e che, secondo quanto riferitogli da Abbruciati, la richiesta arrivò da Calò e il mandante fu Vitalone; il delitto sarebbe servito alla Banda per favorire la crescita del gruppo procurando entrature negli ambienti giudiziari e finanziari romani, ossia negli ambienti che detenevano il potere. Carnovale invece raccontò di aver saputo da Edoardo Toscano che ad aver organizzato l'omicidio sarebbero stati Enrico De Pedis e Abbruciati con esecutori materiali Carminati e La Barbera il quale avrebbe poi riconsegnato l'arma a De Pedis. Il pentito, pur non ritrattando, per paura si rifiutò di deporre affidando ai giudici le dichiarazioni rese in istruttoria. Invece la Moretti, prima di "pentirsi di essersi pentita", dichiarò di aver saputo dal suo compagno Abbruciati che la pistola gli fu riconsegnata da La Barbera e che la riportò al deposito. Quando era stata scarcerata aveva ricevuto pressioni da tale Angelo, legato ai servizi segreti e in stretto rapporto con il suo ex compagno Abbruciati; due anni dopo le rivelazioni, precipitata in una grave depressione, ritratterà tutte le accuse; Abbatino dirà di essere certo del fatto che la donna fu spinta a ritrattare per poi venire protetta grazie a un accordo con membri della Banda della Magliana della fazione cosiddetta dei "testaccini". 
Raffaele Cutolo, boss della camorra, durante il processo raccontò che, secondo quanto gli avevano raccontato il suo capozona romano Nicolino Selis e Franco Giuseppucci, la mafia non c'entrava niente ma era un fatto della Banda della Magliana: il giornalista era in combutta con la Banda e nello stesso tempo collaborava con il generale Dalla Chiesa.
La tesi accusatoria prospettava quindi che il delitto fosse stato deciso da Andreotti "il quale, attraverso l'onorevole Claudio Vitalone, avrebbe chiesto ai cugini Ignazio e Antonino Salvo l'eliminazione di Pecorelli. I Salvo avrebbero attivato Stefano Bontate e Gaetano Badalamenti, i quali, attraverso la mediazione di Pippo Calò, avrebbero incaricato Danilo Abbruciati e Franco Giuseppucci di organizzare il delitto, che sarebbe stato eseguito da Massimo Carminati e dal mafioso Michelangelo La Barbera". Il 24 settembre 1999 fu emanata la sentenza di assoluzione per tutti gli imputati "per non avere commesso il fatto" (in base all'articolo 530 c.p.p.). Il 17 novembre 2002, la Corte d'assise d'appello di Perugia condannò Andreotti e Badalamenti a 24 anni di reclusione come mandanti dell'omicidio, confermando invece l'assoluzione per i presunti esecutori materiali del delitto. Il 30 ottobre 2003 la Corte di cassazione annullò senza rinvio la condanna inflitta in appello a Giulio Andreotti e a Badalamenti, affermandone definitivamente l'innocenza. Un altro processo a carico di Andreotti, pur dichiarando i fatti prescritti, stabilirà però che questi ebbe rapporti stabili e amichevoli con Cosa nostra fino al 1980.
Nel 2019, a seguito della scoperta di un verbale di interrogatorio al neofascista Vincenzo Vinciguerra, nel quale questi dichiarava che la pistola con cui era stato freddato Pecorelli sarebbe stata in possesso dell'ex avanguardista Domenico Magnetta, la giornalista Raffaella Fanelli riuscì a far riaprire le indagini, anche con il supporto della famiglia di Pecorelli. 
Nel dicembre di quell'anno si venne a sapere però che l'arma sarebbe stata distrutta sei anni prima come riportato in un verbale recuperato a Milano. Secondo la Fanelli non esisteva il verbale che attestava la distruzione dell'arma.
Sempre la Fanelli, ospite ad Atlantide nel marzo del 2023, ha raccontato di aver saputo da poco dal generale dei Carabinieri Antonio Cornacchia, anch'egli iscritto alla P2, che Antonio Chichiarelli, suo informatore, 48 ore dopo la morte di Pecorelli aveva fatto una chiamata anonima al procuratore capo della Repubblica di Roma, Giovanni De Matteo, che si occupava del caso insieme a Domenico Sica, indicando in Licio Gelli il mandante dell'omicidio di Pecorelli e collegando la sua morte a quella di Vittorio Occorsio, magistrato che stava indagando sulla P2 prima di essere ucciso. La Fanelli ha raccontato anche che Pecorelli aveva incontrato Gelli e Federico Umberto D'Amato pochi giorni prima di morire probabilmente perché stava scrivendo un articolo sui due. Nella stessa puntata di Atlantide il conduttore Andrea Purgatori riporta la recente notizia secondo la quale la famiglia Pecorelli ha chiesto approfondimenti riguardo al fatto che il giornalista possa essere stato percosso prima di essere ucciso dato che è risultato avere avuto le ossa del naso e quattro costole rotte; gli avvocati puntano anche su un altro elemento, quello di una cravatta ritrovata in prossimità del luogo dell'omicidio e che certamente non era di Pecorelli.

## L'importanza della figura e le ipotesi sull'omicidio
Carmine Pecorelli, giornalista dotato di uno spiccato senso storico, si dimostrò un profondo conoscitore della realtà politica, militare, economica e criminale italiana. Il corpus delle sue edizioni è stato oggetto di una mole impressionante di smentite (soprattutto dopo la sua morte), ma una minima parte di esse ha poi resistito in sede giudiziaria di fronte a querele o ad altri procedimenti. Si è discusso se egli avesse nelle sue analisi inviato talvolta messaggi in codice. La particolarità del lavoro che svolse, sia per gli argomenti trattati che per il modo in cui li trattò, fece sì che molte delle sue indicazioni potessero essere sinteticamente definite da altri colleghi "profezie", come ad esempio le note righe sul "generale Amen", nome dietro al quale molti hanno letto la figura del generale Carlo Alberto dalla Chiesa: sarebbe stato lui che - secondo le segnalazioni di Pecorelli - durante il caso Moro avrebbe informato il ministro dell'Interno Francesco Cossiga dell'ubicazione del covo in cui era detenuto (ma, sempre stando a questa ipotesi, Cossiga non avrebbe "potuto" far nulla poiché obbligato verso qualcuno o qualcosa). Nel 1978 Pecorelli sostenne senza mezzi termini che in futuro il "generale Amen" sarebbe stato ucciso; per quanto riguarda il movente, il giornalista infilò fra le colonne della sua rivista un'allusione alle lettere che Moro scrisse durante la prigionia.
In sede giudiziaria si è ampiamente dibattuto se Pecorelli fosse un ricattatore professionista, visto il tenore e gli argomenti della quasi totalità delle sue inchieste, ma tale tesi è stata bocciata in virtù dell'esame patrimoniale eseguito dopo il suo assassinio: il giornalista risultava perennemente indebitato con tipografie e distributori ed il suo spartano tenore di vita non poteva certo essere paragonato con quello di una persona che usava ricattare. Dopo l'omicidio di Aldo Moro, Pecorelli aveva pubblicato sulla sua rivista, nel frattempo divenuta settimanale, alcuni documenti inediti sul sequestro, come tre lettere inviate alla famiglia. La ricerca lo aveva portato a scoprire alcune verità scottanti, tanto che profetizzò anche il suo stesso assassinio. Lo scrittore Giulio Cavalli a proposito del coinvolgimento di Giulio Andreotti scrisse un libro intitolato L'innocenza di Giulio, incentrato su Andreotti e Cosa nostra, in cui sviscerò con particolari significativi e in parte inediti la vicenda di Pecorelli.

## Intitolazioni
Nel 2011 la piazza di Sessano del Molise, suo paese natale, è stata intitolata a Pecorelli.